# Sucesos de La Granja
Los llamados sucesos de La Granja tuvieron lugar en España en septiembre de 1832 al final del reinado de Fernando VII y consistieron en el intento fallido de los partidarios del hermano del rey, Carlos María Isidro, para anular la Pragmática Sanción de 1789 que Fernando VII acababa de hacer pública el 31 de marzo de 1830 y que permitía que las mujeres pudieran reinar si no tenían ningún hermano varón, por lo que la hija de Fernando, Isabel, de casi dos años de edad, era la legítima heredera al trono y no Carlos María Isidro. Como los partidarios de este, llamados carlistas, no reconocieron a Isabel como heredera al trono, al morir Fernando VII provocaron que este suceso desembocara en una guerra civil, la primera guerra carlista.
El historiador Josep Fontana ha calificado los sucesos de «tragicomedia que se desarrolló en La Granja en un par de semanas, del 14 de septiembre al primero de octubre de 1832».

## Antecedentes: la división de los absolutistas y la Pragmática Sanción de 1830

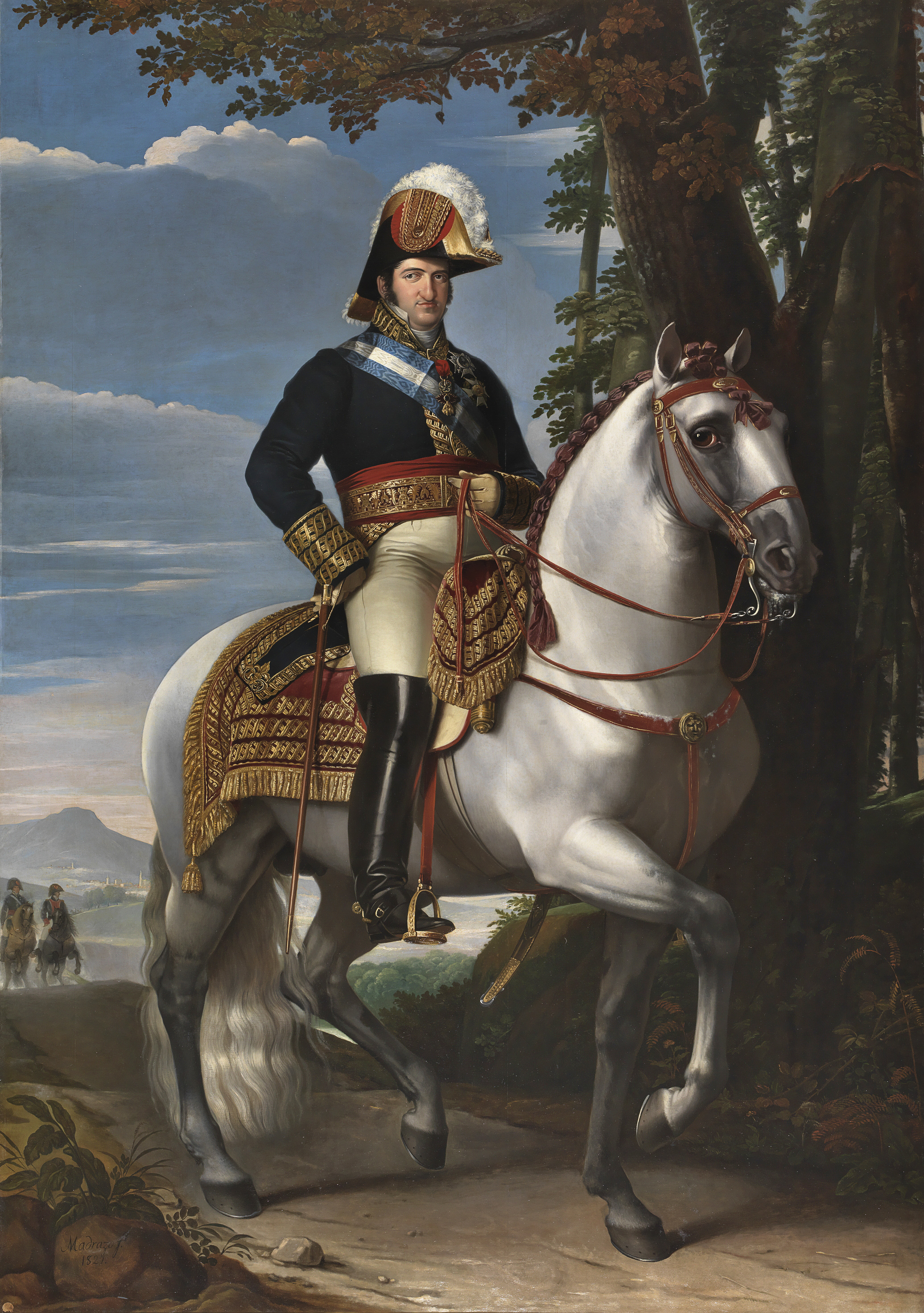
Retrato de Fernando VII a caballo. 1829

Así como en el Trienio Liberal (1820-1823) se produjo la escisión de los liberales entre moderados y exaltados, durante la segunda restauración absolutista —conocida por los liberales como la Década ominosa (1823-1833) y que constituye el último periodo del reinado de Fernando VII— fueron los absolutistas los que se dividieron entre absolutistas «reformistas» —partidarios de «suavizar» el absolutismo siguiendo las advertencias de la Santa Alianza, cuya intervención militar mediante los Cien Mil Hijos de San Luis había puesto fin en 1823 a la breve experiencia de monarquía constitucional del Trienio Liberal— y los absolutistas «apostólicos» o «ultras» que defendían la restauración completa del absolutismo, incluyendo el restablecimiento de la Inquisición que el rey Fernando VII, aconsejado por los reformistas, no había repuesto tras su abolición por los liberales durante el Trienio. Los ultras tenían en el hermano del rey, Carlos María Isidro —heredero al trono porque Fernando VII después de tres matrimonios no había conseguido tener descendencia— a su principal valedor, y por eso comenzaban a ser llamados carlistas.
Tras la muerte de su tercera esposa, María Amalia de Sajonia, el rey anunció en septiembre de 1829 que iba a casarse de nuevo. Según Juan Francisco Fuentes, es muy posible que las prisas del rey por resolver el problema sucesorio tuvieran que ver con sus dudas sobre el papel que venía desempeñando en los últimos tiempos su hermano don Carlos. Sus continuos achaques de salud y su envejecimiento prematuro —en 1829 tenía tan sólo 45 años— debieron convencerle de que se le estaba acabando el tiempo. Según su médico, Fernando hizo en privado esta confesión inequívoca: «Es menester que me case cuanto antes».
La elegida para ser su esposa fue la princesa napolitana María Cristina de Borbón-Dos Sicilias, sobrina de Fernando y 22 años más joven que él. Se casaron por poderes el 9 de diciembre de 1829 y pocos meses después Fernando VII, mediante la Pragmática Sanción de 1830, hacía pública el 31 de marzo la Pragmática Sanción de 1789, aprobada al principio del reinado de su padre Carlos IV, que abolía la Ley Sálica, ley que impedía que las mujeres pudiesen reinar. De esta forma, Fernando VII se aseguraba de que, si por fin tenía descendencia, su hijo o hija le sucederían. A principios de mayo de 1830, un mes después de la promulgación de la pragmática, se anunció que la reina María Cristina estaba embarazada, y el 10 de octubre de 1830 nació una niña, Isabel, por lo que Carlos María Isidro quedó fuera de la sucesión al trono, para gran consternación de sus partidarios ultraabsolutistas. Por otro lado, tras el triunfo de la revolución de 1830 en Francia —que dio paso a la monarquía constitucional de Luis Felipe I—, los liberales españoles exiliados organizaron y protagonizaron diversos pronunciamientos, todos ellos fracasados, para restablecer la Constitución de 1812 y poner fin a la monarquía absoluta de Fernando VII: el de mayor repercusión fue el pronunciamiento de Torrijos de diciembre de 1831, que acabó con el fusilamiento de todos sus integrantes sin juicio previo; unos meses antes había sido ajusticiada a garrote vil Mariana Pineda.

## Los hechos

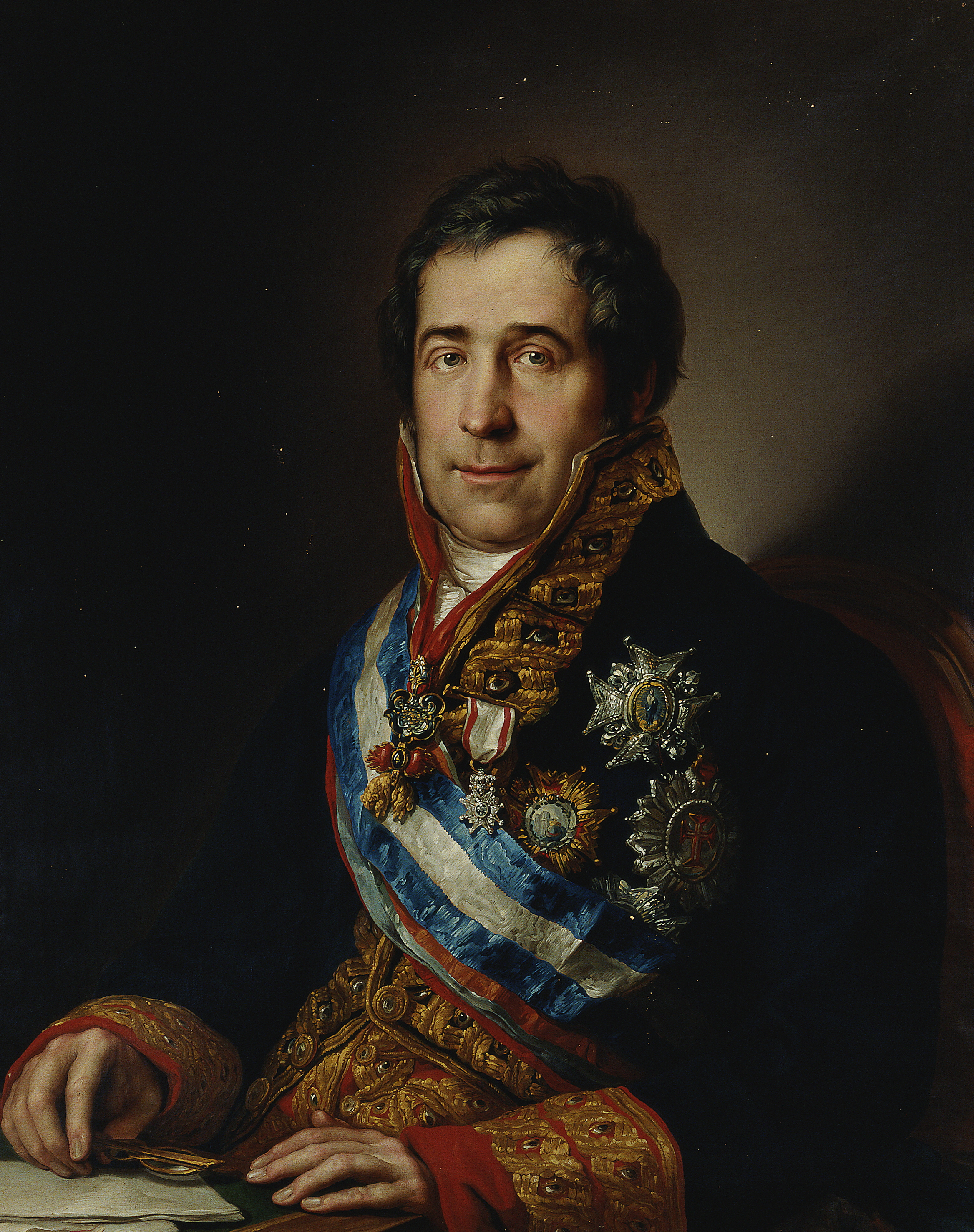
Retrato de Francisco Tadeo Calomarde, por Luis de la Cruz y Ríos (copia de Vicente López).

Los «carlistas», a los que la publicación de la Pragmática de 1789 tomó por sorpresa, no se resignaron a que la recién nacida Isabel fuera la futura reina y prepararon un movimiento insurreccional para finales de 1830 que fue desbaratado por la policía. En el verano del año siguiente intentaron aprovechar la oportunidad que les proporcionó la enfermedad del rey. En la noche del 13 al 14 de septiembre de 1832 se agravó el delicado estado de salud de Fernando VII que se encontraba convaleciente en su palacio de La Granja (en Segovia). Temiendo por su vida el día 15 su confesor le administró la extremaunción.
La reina María Cristina, presionada y engañada por los ministros «ultras», el conde de Alcudia y Calomarde, y por el embajador del Reino de Nápoles, Emidio Antonini (en connivencia con el embajador austríaco, Lázaro Brunetti, que era quien dirigía «los hilos desde la sombra», según Josep Fontana, y con el embajador piamontés Clemente Solaro della Margarita), que le aseguraron que el Ejército no le apoyaría en su Regencia cuando muriera el rey (e intentando evitar una guerra civil, según su propio testimonio posterior), influyó en su esposo para que revocara la Pragmática Sanción del 31 de marzo de 1830, que había restablecido la Pragmática Sanción de 1789 que cerraba el acceso al trono a Carlos María Isidro. Este previamente había rechazado cualquier tipo de arreglo que supusiera reconocer a su sobrina Isabel como heredera al trono —como casarla con un hijo suyo o que fuera él el regente tras la muerte de su hermano—. El día 18 de septiembre, a las siete de la tarde, el rey firmó la anulación de la Pragmática de la «Ley Sálica», por lo que la norma que impedía que las mujeres pudieran reinar, volvía a estar en vigor. Dos días después Antonini, ufano, escribía al canciller austríaco Metternich: «Mi opinión, combatida a ultranza, ha prevalecido y la nueva ley de sucesión ha sido revocada».
Pero inesperadamente Fernando VII recobró la salud y el 1 de octubre, contando con el apoyo de «lo más granado de la corte y del reino y la flor de la grandeza española» que habían acudido a La Granja para evitar que los «carlistas» se hicieran con el poder, destituyó al gobierno en pleno y por tanto también a los ministros partidarios de su hermano, y que habían engañado a su esposa. El 31 de diciembre en un acto solemne Fernando VII anulaba el decreto derogatorio que jamás se había publicado (pues el rey lo había firmado con la condición de que no apareciese en el periódico oficial La Gaceta de Madrid hasta después de su muerte), pero que los «carlistas» se habían encargado de divulgar. De esta forma Isabel, de dos años de edad, volvía a ser la heredera al trono. En la declaración del 31 de diciembre el rey se refirió a que «hombres desleales e ilusos cercaron mi lecho» y dijo también que la derogación de la Pragmática de 1830 la había firmado en estado de «turbación y congoja» porque temía que se acababa su vida, «sorprendido mi real ánimo en los momentos de agonía a que me condujo la grave enfermedad». En tales circunstancias no era consciente de lo que hacía, pues «ni como rey pudiera yo destruir las leyes fundamentales..., ni como padre pudiera con voluntad libre despojar de tan augustos y legítimos derechos a mi descendencia». Por su parte, la reina María Cristina le pidió a su hermano, el rey Fernando II de las Dos Sicilias, la destitución del embajador Antonini por haberla engañado («me dijo que los jefes de las tropas [de La Granja] estaban a favor de Carlos, que se iba a derramar la sangre de muchos, y tal vez la de mis hijas, en lugar de decirme que sabía que muchos fieles estaban dispuestos a defenderme, como los mismos jefes de la tropa le habían encargado que dijera, y que no había nada que temer», le escribió María Cristina a su hermano).

## Consecuencias
El nuevo gobierno encabezado como secretario de Estado por el absolutista "reformista" Francisco Cea Bermúdez y del que habían sido apartados los «ultras» inmediatamente tomó una serie de medidas para propiciar un acercamiento a los liberales «moderados», iniciando así una transición política que tras la muerte del rey continuará la Regencia de María Cristina. Se trató de la reapertura de las universidades, cerradas por el ministro Calomarde para evitar el «contagio» de la Revolución de julio de 1830 en Francia y, sobre todo, de la promulgación de una amnistía el mismo día de su constitución, el 1 de octubre de 1832, que permitía la vuelta a España de una parte importante de los liberales exiliados. Además el 5 de noviembre creó el nuevo Ministerio de Fomento, un proyecto reformista boicoteado por los ministros «ultras».
A partir de su apartamiento del poder, los ultrabsolutistas, apoyándose en los Voluntarios realistas, se enfrentan al nuevo gobierno y el propio hermano del rey se niega a prestar juramento como princesa de Asturias y heredera al trono a Isabel, por lo que Fernando VII le obliga a que abandone España. Así el 16 de marzo de 1833, Carlos María Isidro y su familia se marcha a Portugal. Finalmente, el 20 de junio de 1833, se produce la jura de su hija Isabel como heredera de la corona. Unos meses después, el 29 de septiembre de 1833, el rey Fernando VII muere, iniciándose una guerra civil por la sucesión a la Corona entre isabelinos —partidarios de Isabel II—, también llamados cristinos por su madre, que asume la regencia, y carlistas —partidarios de su tío Carlos—.